# Kaysa

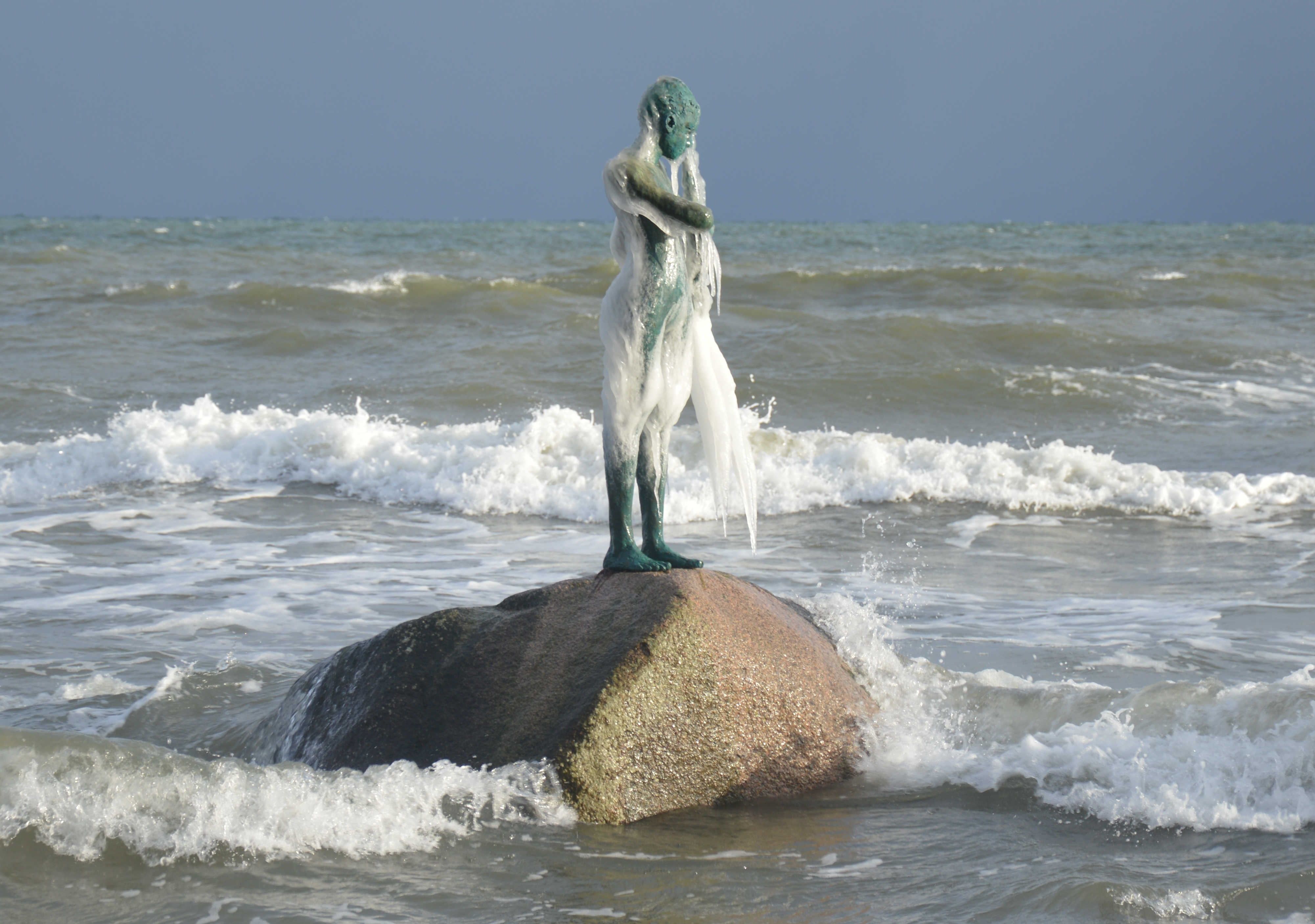
Vereiste Kaysa im Januar 2017

Kaysa ist eine Skulptur in Sellin auf Rügen in Mecklenburg-Vorpommern.
Die Skulptur befindet sich auf einem in der Ostsee liegenden Findling unmittelbar an der Ostseeküste am Südstrand des Ostseebades Sellin. Die 2014 von Thomas Jastram geschaffene Bronzeskulptur ist 168 Zentimeter groß und stellt eine unbekleidete junge Frau, die sich ihren Haarzopf auswringt und damit eine für den Aufstellungsort typische Strandszene dar.